# I wrote the book
I Wrote The Book is de eerste single van Beth Ditto's ep. Het behaalde de hitlijsten in België en Nederland. In de Nederlandse Single Top 100 kwam het nummer op plaats 28 terecht. In de Ultratop 50 van Vlaanderen was 6 de hoogste positie dat het nummer heeft behaald.

## Videoclip
De videoclip is helemaal in het zwart wit opgenomen en gefilmd. In de clip betreedt Ditto een kamer met een grote tas. Vervolgens geniet ze terwijl ze een bad neemt en maakt ze zich klaar in haar kamer om ergens heen te gaan.

## Hitnoteringen

### Nederlandse Top 40
| Hitnotering: 26-03-2011 t/m 16-04-2011 | Hitnotering: 26-03-2011 t/m 16-04-2011 | Hitnotering: 26-03-2011 t/m 16-04-2011 | Hitnotering: 26-03-2011 t/m 16-04-2011 | Hitnotering: 26-03-2011 t/m 16-04-2011 | Hitnotering: 26-03-2011 t/m 16-04-2011 |
| Week:                                  | 1                                      | 2                                      | 3                                      | 4                                      |                                        |
| -------------------------------------- | -------------------------------------- | -------------------------------------- | -------------------------------------- | -------------------------------------- | -------------------------------------- |
| Positie:                               | 34                                     | 32                                     | 29                                     | 38                                     | uit                                    |

### NederlandseSingle Top 100
| Hitnotering: 12-03-2011 t/m 14-05-2011 | Hitnotering: 12-03-2011 t/m 14-05-2011 | Hitnotering: 12-03-2011 t/m 14-05-2011 | Hitnotering: 12-03-2011 t/m 14-05-2011 | Hitnotering: 12-03-2011 t/m 14-05-2011 | Hitnotering: 12-03-2011 t/m 14-05-2011 | Hitnotering: 12-03-2011 t/m 14-05-2011 | Hitnotering: 12-03-2011 t/m 14-05-2011 | Hitnotering: 12-03-2011 t/m 14-05-2011 | Hitnotering: 12-03-2011 t/m 14-05-2011 | Hitnotering: 12-03-2011 t/m 14-05-2011 | Hitnotering: 12-03-2011 t/m 14-05-2011 |
| Week:                                  | 1                                      | 2                                      | 3                                      | 4                                      | 5                                      | 6                                      | 7                                      | 8                                      | 9                                      | 10                                     |                                        |
| -------------------------------------- | -------------------------------------- | -------------------------------------- | -------------------------------------- | -------------------------------------- | -------------------------------------- | -------------------------------------- | -------------------------------------- | -------------------------------------- | -------------------------------------- | -------------------------------------- | -------------------------------------- |
| Positie:                               | 33                                     | 28                                     | 39                                     | 52                                     | 54                                     | 47                                     | 43                                     | 60                                     | 78                                     | 88                                     | uit                                    |

### VlaamseUltratop 50
| Hitnotering: 19-02-2011 t/m 25-06-2011 | Hitnotering: 19-02-2011 t/m 25-06-2011 | Hitnotering: 19-02-2011 t/m 25-06-2011 | Hitnotering: 19-02-2011 t/m 25-06-2011 | Hitnotering: 19-02-2011 t/m 25-06-2011 | Hitnotering: 19-02-2011 t/m 25-06-2011 | Hitnotering: 19-02-2011 t/m 25-06-2011 | Hitnotering: 19-02-2011 t/m 25-06-2011 | Hitnotering: 19-02-2011 t/m 25-06-2011 | Hitnotering: 19-02-2011 t/m 25-06-2011 | Hitnotering: 19-02-2011 t/m 25-06-2011 | Hitnotering: 19-02-2011 t/m 25-06-2011 | Hitnotering: 19-02-2011 t/m 25-06-2011 | Hitnotering: 19-02-2011 t/m 25-06-2011 | Hitnotering: 19-02-2011 t/m 25-06-2011 | Hitnotering: 19-02-2011 t/m 25-06-2011 | Hitnotering: 19-02-2011 t/m 25-06-2011 | Hitnotering: 19-02-2011 t/m 25-06-2011 | Hitnotering: 19-02-2011 t/m 25-06-2011 | Hitnotering: 19-02-2011 t/m 25-06-2011 | Hitnotering: 19-02-2011 t/m 25-06-2011 |
| Week:                                  | 1                                      | 2                                      | 3                                      | 4                                      | 5                                      | 6                                      | 7                                      | 8                                      | 9                                      | 10                                     | 11                                     | 12                                     | 13                                     | 14                                     | 15                                     | 16                                     | 17                                     | 18                                     | 19                                     |                                        |
| -------------------------------------- | -------------------------------------- | -------------------------------------- | -------------------------------------- | -------------------------------------- | -------------------------------------- | -------------------------------------- | -------------------------------------- | -------------------------------------- | -------------------------------------- | -------------------------------------- | -------------------------------------- | -------------------------------------- | -------------------------------------- | -------------------------------------- | -------------------------------------- | -------------------------------------- | -------------------------------------- | -------------------------------------- | -------------------------------------- | -------------------------------------- |
| Positie:                               | 14                                     | 19                                     | 19                                     | 17                                     | 8                                      | 7                                      | 6                                      | 12                                     | 12                                     | 16                                     | 18                                     | 22                                     | 26                                     | 20                                     | 21                                     | 31                                     | 33                                     | 38                                     | 45                                     | uit                                    |